# Нітритометрія
Нітри́тометрі́я — титриметричний метод визначення вмісту первинних і вторинних ароматичних амінів за допомогою реакції із нітритами.

## Визначення
Визначення полягає в утворенні первинними ароматичними амінами діазосполук при взаємодії з нітритами, які у кислому середовищі in situ утворюють нітритну кислоту:
{\displaystyle \mathrm {R{-}NH_{2}+{NO_{2}}^{-}+2H^{+}\longrightarrow [R{-}N^{+}{\equiv }N]+2H_{2}O} }
На відміну від первинних, вторинні аміни за цих умов утворюють нітрозили:
{\displaystyle \mathrm {R^{1}R^{2}NH+{NO_{2}}^{-}+H^{+}\longrightarrow R^{1}R^{2}N{-}N{=}O+H_{2}O} }
Додатково, в залежності від створених умов, можуть мати місце реакції окиснення та відновлення нітритів:
- перманганати, солі Церію(IV), пероксид водню та інші сильні окисники окиснюють іони NO2- до NO3-;

{\displaystyle \mathrm {HNO_{2}+H_{2}O-2e^{-}\leftrightarrows NO_{3}^{-}+3H^{+}} }; E0 = 0,94 В
- сильні відновники (наприклад, сульфамінова кислота) відновлюють нітрити до вільного азоту:

{\displaystyle \mathrm {2HNO_{2}+6H^{+}+6e^{-}\leftrightarrows N_{2}+4H_{2}O} }; E0 = 1,44 В
Найпоширенішим титрантом для методу нітритометрії є нітрит натрію, а кисле середовище створюється хлоридною кислотою.

## Умови
Індикація кінцевої точки титрування здійснюється за допомогою внутрішніх та зовнішніх окисно-відновних індикаторів (перевага у використанні віддається внутрішнім). До внутрішніх відносяться дифеніламін, тропеолін 00, сафраніл, а також їхні суміші з метиленовим синім. Типовим зовнішнім індикатором є йодокрохмальний папірець, що змінює забарвлення на синє при появі у розчині зайвої кількості титранту, оскільки йодид-іони окиснюються до йоду і взаємодіють з крохмалем:
{\displaystyle \mathrm {2{NO_{2}}^{-}+3I^{-}+4H^{+}\longrightarrow 2NO\uparrow +[I_{3}]^{-}+2H_{2}O} }
З метою підвищення стійкості утворюваних діазосполук визначення проводять за низьких температур (0—10 °C) та у надлишку хлоридної кислоти, при енергійному перемішуванні розчин і додаванні титранту у малих кількостях.
Для пришвидшення процесу діазотування додають кристалічний KBr, який відіграє роль каталізатора.

## Стандартизація
Розчин нітриту натрію для титрування готується як вторинний стандарт. Після розчинення наважки солі у воді і доведення об'єму розчину до мітки проводять додаткове уточнення концентрації шляхом титрування ним стандартних розчинів сульфанілової чи пара-амінобензойної кислот (або перманганату калію — зворотне титрування). Дослід проводиться у присутності йодокрохмального індикатору — титруванням кислоти до того моменту, коли зайва крапля нітриту спричинить забарвлення індикатору у синій колір.

## Застосування
Метод нітритометрії широко застосовується у фармацевтиці для визначення вмісту сполук з аміногрупою: новокаїну, сульфаніламіду і його похідних, пара-амінобензойної кислоти тощо.